# Ján Arpáš
Ján Arpáš (Preßburg, 7 november 1917 – 16 april 1976) was een voetballer uit Slowakije, die tijdens de Tweede Wereldoorlog uitkwam voor de Slowaakse voetbalclub ŠK Bratislava. Na de oorlog speelde hij één seizoen voor de Italiaanse topclub Juventus FC. Hij overleed op 58-jarige leeftijd.

## Interlandcarrière
Arpáš speelde in totaal twaalf interlands voor het Slowaaks voetbalelftal, en scoorde vier keer voor de Eerste Slowaakse Republiek (1939-1945), toen het land een vazalstaat was van nazi-Duitsland. Arpáš nam op 27 augustus 1939 het allereerste doelpunt uit de geschiedenis van het Midden-Europese land voor zijn rekening. Dat gebeurde in het vriendschappelijke duel tegen Duitsland (2-0).